# Adelschlag
Adelschlag er en by i Landkreis Eichstätt i Regierungsbezirk Oberbayern i den tyske delstat Bayern. Den er en del af Verwaltungsgemeinschaft Nassenfels.

## Geografi
Adelschlag ligger i Planungsregion Ingolstadt syd for Altmühldalen på en højslette i den sydlige del af Fränkische Alb i Naturpark Altmühltal.
Indbyggerfordeling (Stand 30. September 2006):
- Adelschlag 630 (1800: 200; 1912: 381; 1950: 599; 1973: 503)
- Möckenlohe 600
- Ochsenfeld 707
- Pietenfeld 873

Derudover hører følgende landsbyer og bebyggelser til Adelschlag kommune: Fasanerie, Forsthof, Moritzbrunn, Prielhof , Tempelhof, Untermöckenlohe, Waldhütte, Weißenkirchen og Wittenfeld.